# Ermenquilda
Ermenquilde és el nom de la dona del rei Khildebert l'Adoptat en un document del segle XII: Gesta Episcoporum Tullensis. Aquest document és massa tardà per ser autoritat sobre la qüestió, però com aquesta informació és donada gratuïtament sense intentar assentar una pretensió, pot ser considerada com vàlida, doncs l'autor de l'obra podria haver consultat cartes avui desaparegudes.